# ستومافاي إكس
"جهاز ستومافاي إكس (StomaphyX) هو مثبت داخل اللمعة ونظام توصيل يتكون من جهاز توصيل المثبت المريح المرن sterile [ك‍] وغارسات المثبت البولي بروبيلين. ويتم حزم الأجهزة كافة بعد تعقيمها، كما أنها معدة للاستخدام من قبل المريض مرة واحدة."
وتم إظهار جهاز ستومافاي إكس من قبل إدارة الأغذية والأدوية الأمريكية لمقاربة (وصل) الأنسجة غير الغَزْوِيَّة والتغضين كامل الثخانة (إنشاء طيات) في الجهاز الهضمي. وقد تم استخدامه من قبل جراحين المتخصصين في علاج السمنة لتقليل حجم كيس المعدة الصغير بواسطة إجراءات علاج السمنة مثل إجراءات التَفاغُر المِعَوِيٌّ بشَكْل Y أو المَجازَةٌ مَعِدِيَّة. ويستعيد العديد من المرضى الوزن المفقود مرة أخرى نظرًا لتمدد كيس المعدة الصغير بمرور الوقت. تُجرى حاليًا دراسة استباقية عشوائية على الجهاز لتجميع البيانات المتعلقة بعلاج السمنة التالي والاستخدام التنقيحي. وذكر أحد الباحثين أن بعض الدراسات الإكلينيكية غير المنضبطة قد أثبتت فقدانًا للوزن في فترة قصيرة بشكل مبشر في المرضى الذين لديهم دوافع. .
وباستخدام منظار المعدة الليفي البصري (الذي يشبه منظار القولون)، فإنه يتم الوصول للمريء والمعدة بسهولة. وتم تصميم جهاز ستومافاي إكس للوصول إلى المعدة بواسطة المنظار الداخلي الليفي البصري. وعند الدخول إلى كيس المعدة، تقوم أدوات جهاز ستومافاي إكس بطي وتدبيس المعدة لتصغير الكيس.
ويمكن استخدام جهاز ستومافاي إكس في الحالات التالية:
- مرضى المَجازَة المَعِدِيَّة الذين استعادوا الوزن المفقود أو يرغبون في إنقاص المزيد من الوزن
- مرضى بدالة الاثنى عشر الذين يرغبون في تقييد أكثر
- مرضى تكميم المعدة الذين يرغبون في المزيد من التقييد في جزء المعدة المتبقي
- المرضى الذين يعانون من ناسور المعدة أو التسرب
- المرضى الذين يعانون من متلازمة الإغراق الحاد
- المرضى الذين يعانون من هبوط في سكر الدم (نقص سكر الدم) بعد الإغراق

حاز جهاز ستومافاي إكس على براءة اختراع من قبل اندوجاستريك سوليوشن.
على الرغم من أنه تم التأكد من سلامة هذا الإجراء، إلا أنه لا توجد أدلة كافة تشير إلى فعاليته. وأشارت إحدى الدراسات البحثية إلى أن المريض يفقد ما يقرب 10 كيلوجرام بعد إجراء الجراحة بعام واحد. (تمت هذه الدراسة على مشاركين). ويشير ذلك إلى أن هذا الإجراء ليس وحده المسئول عن فقدان الوزن في حالات السمنة التي تسترد الوزن المفقود مرة أخرى.

## وصلات خارجية
- StomaphyX Study في University of Pittsburgh Medical Center
- StomaphyX Clinical Trial at ClinicalTrials.gov
- StomaphyX Clinical Research Study
- StomaphyX at Munroe Regional Medical Center
- StomaphyX at Johns Hopkins Bayview Medical Center
- Stomaphyx Overview
- "First non-invasive bariatric procedure performed in Eastern United States" at OHBlog
- Schweitzer, Michael A. Endoscopic Intraluminal Suture Plication of the Gastric Pouch and Stoma in Postoperative Roux-en-Y Gastric Bypass Patients. Journal of Laparoendoscopic and Advanced Surgical Techniques. August 2004, Volume 14, Issue 4, pages 223-226.

Mikami, D. et al. Natural orifice surgery: initial US experience utilizing the StomaphyX(TM) device to reduce gastric pouches after Roux-en-Y gastric bypass. Surg Endosc. 2009 Jul 25.